# حفل توزيع جوائز الأوسكار الرابع عشر
حفل توزيع جوائز الأوسكار الرابع عشر (بالإنجليزية: 14th Academy Awards)‏ هو حدث نظمته أكاديمية فنون وعلوم الصور المتحركة لتكريم أفضل الأفلام لسنة 1941. أقيم الحفل بتاريخ 26 فبراير، 1942 في فندق بيلتمور، لوس أنجلوس، كاليفورنيا، وقدّمه بوب هوب. في هذه الدورة، فاز فيلم كم كان واديي مخضرا بجائزة أفضل فيلم، وحاز الممثّل غاري كوبر على جائزة أفضل ممثّل، ونالت الممثلة جوان فونتين جائزة أفضل ممثّلةٍ، وكانت جائزة الأوسكار لأفضل مخرج من نصيب المخرج جون فورد.
أكثر الأفلام ترشيحاً للحصول على جوائز كان فيلم الرقيب يورك حيث تلقّى 11 ترشيحاً، بينما أكثرها فوزاً كان فيلم كم كان واديي مخضراً حيث فاز بـ 5 جوائز.

## الجوائز
- جائزة أفضل فيلم:

كم كان واديي مخضرا
- جائزة أفضل مخرج:

جون فورد
- جائزة أفضل ممثّل:

غاري كوبر
- جائزة أفضل ممثّلة:

جوان فونتين
- جائزة أفضل ممثّل مساعد:

دونالد كريسب
- جائزة أفضل ممثّلة مساعدة:

ماري آستور
- جائزة أفضل سيناريو مقتبس:

ها قد أتى السيد جوردان
- جائزة أفضل موسيقى تصويريّة:

الشيطان ودانييل وبستر - دمبو
- جائزة أفضل تأثيرات بصريّة:

أردت أجنحة
- جائزة أفضل خلط أصوات:

السيدة هاملتون

## وصلات خارجية
- حفل توزيع جوائز الأوسكار الرابع عشر على موقع IMDb (الإنجليزية)
- حفل توزيع جوائز الأوسكار الرابع عشر على موقع ميوزك برينز (الإنجليزية)
- الموقع الرسمي لجوائز الأكاديمية.
- الموقع الرسمي لأكاديمية فنون وعلوم الصور المتحركة.
- قناة جوائز الأوسكار على موقع يوتيوب (تُديره أكاديمية فنون وعلوم الصور المتحركة).
- مقتطفات فيديو من أكاديمية فنون وعلوم الصور المتحركة.